# Tito Boeri
Pour les articles homonymes, voir Boeri.
Tito Boeri (né le 3 août 1958 à Milan) est un économiste et un universitaire italien.

## Biographie
Professeur d'économie à l'université Bocconi de Milan et directeur scientifique de la Fondazione Rodolfo Debenedetti, Tito Boeri est research fellow à CEPR, IZA, et Igier-Bocconi.
Il effectue ses recherches essentiellement dans le domaine de l'économie du travail, les politiques de redistribution et l'économie politique.
Ses articles ont été publiés dans l'American Economic Review, Journal of Economic Perspectives, Economic Journal, Economic Policy, European Economic Review, Journal of Labor Economics ainsi que dans le NBER Macroeconomics Annual. Oxford University Press et MIT Press ont publié nombre de ses ouvrages.
Après avoir obtenu son doctorat d'économie à la prestigieuse université de New York, il fut économiste à l'OCDE de 1987 à 1996. Il a aussi été consultant pour la Commission européenne, le FMI, le BIT, la Banque mondiale et le gouvernement italien.
Il fut le premier à mettre en place un cours intégralement en anglais à l'université Bocconi sur l'économie du travail (labour economics). 
Tito Boeri est également le fondateur des agences intellectuelles spécialisées dans la politique économique lavoce.info et voxeu.org ainsi que directeur scientifique du Festival of Economics.
Il est considéré comme proche du Parti démocrate (PD).